# Virus de la mosaïque du taro
Potyvirus dasheenis
Espèce
Potyvirus dasheenis, aussi appelé virus de la mosaïque du taro (DsMV, sigle de Dasheen mosaic virus), est une espèce de phytovirus pathogène de la famille des  Potyviridae. C'est l'un des plus importants virus affectant les cultures de taro (Colocasia esculenta) et d'autres espèces d'Araceae.

## Description
Le virus de la mosaïque du taro (ou Dasheen mosaic virus, DsMV) est un virus à ARN simple brin de sens positif qui appartient à la famille des Potyviridae dont la gamme d'hôtes typiques est constituée d'espèces de plantes de la famille des Araceae, notamment le taro et le caladium.
Les virions sont des particules non enveloppées, à symétrie hélicoïdale, en forme de filaments flexueux de 750 nm de long.
Le DsMV se caractérise en particulier par le fait qu'il possède une protéine de capside (CP) considérablement plus importante que celle des autres virus du genre  Potyvirus.

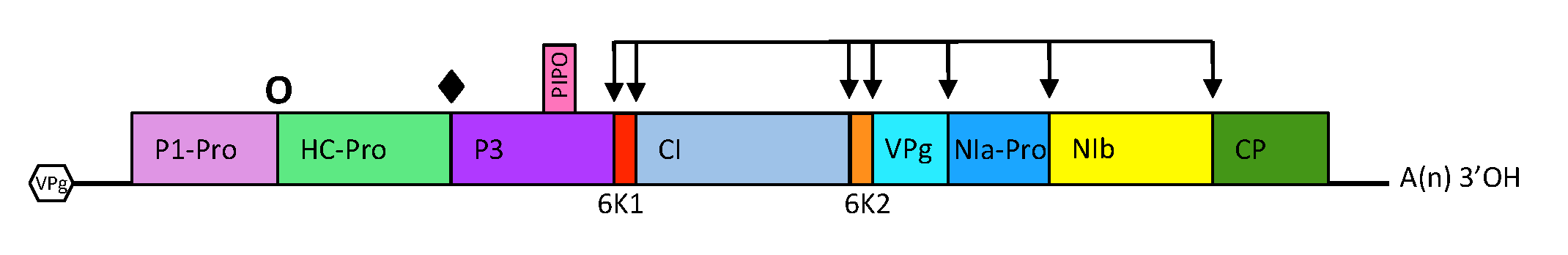
Représentation schématique du génome d'un Potyvirus.

Le génome du DsMV, monopartite, linéaire, d'une taille égale à 10 kb, comprend un cadre de lecture ouvert (ORF) qui code  une polyprotéine, à côté d'une région 5'-non traduite (UTR) et d'une région 3'-UTR se terminant par une queue poly-A. La polyprotéine est ensuite clivée en 10 protéines : P1, HC-Pro, P3, 6K1, CI, 6K2, VPg, NIa-Pro, NIb et CP.

## Distribution
Le DsMV a une aire de répartition pantropicale. Ce virus est en particulier présent dans toutes les régions de culture du taro. Cette vaste distribution s'explique par le fait que la majorité des taro cultivés étant multipliés par voie végétative, ils portent indéfiniment le virus dès lors qu'ils ont été infectés.

## Plantes-hôtes
La gamme des plantes-hôtes du DsMV comprend principalement des espèces, comestibles ou ornementales, de la famille des Araceae, appartenant à 13 genres différents de cette famille. Il s'agit notamment de :
- Aglaonema,
- Alocasia,
- Amorphophallus,
- Anthurium,
- Arisaema,
- Caladium,
- Colocasia, dont Colocasia esculenta (taro),
- Cryptocoryne,
- Cyrtosperma merkusii,
- Dieffenbachia,
- Nelumbo nucifera (lotus sacré),
- Philodendron,
- Spathiphyllum,
- Typhonium trilobatum,
- Xanthosoma, dont Xanthosoma sagittifolium (macabo),
- Zantedeschia.

## Transmission
La transmission horizontale (entre individus) du virus de la mosaïque du taro est  assurée selon un mode non persistant par diverses espèces de pucerons largement distribuées, dont Myzus persicae, Aphis gossypii et Aphis craccivora, mais apparemment pas Pentalonia nigronervosa. La dispersion du virus peut se faire aussi par des moyens mécaniques, par les outils (sécateurs et cisailles) non désinfectés.
La transmission verticale (entre générations successives) n'est pas assurée par les graines, mais elle l'est largement par le matériel de plantation infecté (cormes, boutures, rejets),.